# سیارک ۲۴۳۱۰۹
سیارک ۲۴۳۱۰۹ (به انگلیسی: 243109 Hansludwig، نامگذاری:2007RT132)۲۴۳۱۰۹مین سیارک کشف شده‌است که در ۱۲ سپتامبر ۲۰۰۷ کشف شد.